# Sociologia histórica
 A sociologia histórica é um campo de pesquisa interdisciplinar que combina métodos sociológicos e históricos para entender o passado, o desenvolvimento das diferentes sociedades ao longo do tempo e seus impactos no presente. Ela enfatiza uma linha mútua de investigação do passado e do presente para entender como eventos históricos discretos se encaixam no progresso e nos dilemas sociais atuais através de análises comparativas complementares.  
Através da observação de alterações e reproduções em estruturas sociais, a sociologia histórica se esforça para entender os mecanismos visíveis e as estruturas ocultas que impedem ou facilitam dimensões do desenvolvimento humano. Desse modo, desafia o a-historicismo da sociologia moderna como disciplina,   do envolvimento limitado com o passado no estudo das estruturas sociais, ao mesmo tempo em que critica o desengajamento do estudo histórico com as diferenças entre as sociedades e os padrões sociais mais amplos entre eventos históricos.  
Enquanto campo interdisciplinar, opera dentro de um espectro entre ambas disciplinas, com a 'sociologia da história' residindo em um extremo e a 'história da sociedade' em outro. No meio desse espectro, pode-se encontrar a sociologia histórica que trabalha para entrelaçar esses esforços monodisciplinares em uma abordagem interdisciplinar. 
Em comparação a outras lentes sociológicas, baseadas em abordagens disciplinares singulares reducionistas, que dissecam a sociedade através de seus eventos históricos, a sociologia histórica explora a história apresentando uma diversificada gama de pessoas. 

## Alcance

### Agência humana
O paradoxo da agência humana é compartilhado pela história e pela sociologia,sendo apresentado por autores como Karl Marx e  Herbert Spencer, onde uma relação simbiótica permite que a ação crie estrutura, enquanto essa estrutura define a ação.  A sociologia histórica descreve que a chave para o entendimento da agência humana é rastrear seu desenvolvimento ao longo do tempo, permitindo melhor observação das mudanças e constâncias das ações e estruturas que moldam a agência humana em todas as sociedades.

## Sociologia Histórica Comparada
A sociologia histórica contemporânea tem como foco o desenvolvimento do Estado desde a Idade Média, analisando relações entre diferentes Estados, classes e sistemas políticos e econômicos.    

## Impacto em outras disciplinas

### Relações Internacionais
Cada vez mais as relações internacionais utilizam abordagens da sociologia histórica, ao aproveitarem sua utilidade reflexiva em explorar, conjuntamente, o passado e o presente, desafiando pontos de vista não históricos no campo que derivam de paradigmas realistas e neoliberais que muitas vezes veem a composição estrutural mais ampla do mundo como estática. 

### Economia política
A economia política visa conciliar o desenvolvimento de sistemas políticos e econômicos para uma perspectiva política. A sociologia histórica critica essa ciência por sua visão do presente como uma estrutura natural, focar na história como um resultado dependente do caminho e por moldar seus entendimentos em torno de figuras proeminentes com envolvimento limitado de processos mais amplos e pessoas comuns. 